# Le Cayrol

Le Cayrol este o comună în departamentul Aveyron din sudul Franței. În 1 ianuarie 2022 avea o populație de 253 de locuitori.